# Toivo Lundmark
Toivo Lundmark, född 1936 i Munksund i Piteå, död 2011, var en svensk konstnär bland annat verksam som skulptör och målare, däribland emaljmåleri, men främst känd för sina träskulpturer och reliefer – ofta med ett abstrakt och organiskt formspråk – men även för Flammanmonumentet, en offentlig skulptur och minnesmärke i centrala Luleå över de som dog i attentatet mot Norrskensflamman, som invigdes 1998, nästan 60 år efter attentatet. Metallskulpturen är placerad på en hög stenkolonn. 
Lundmark arbetade tidigt som sjöman, byggnads- och gruvarbetare. Han debuterade som konstnär 1966 och åren 1972-1973 gick han en bild- och miljöutbildning på Sunderbyns folkhögskola och från och med 1976 försörjde han sig som konstnär.
Offentliga skulpturer av Lundmark förekommer i flera svenska städer, men även i Norge. Han har presenterats i flera separatutställningar och i samlingsutställningar, och då även i USA och Tyskland. År 1984 presenterades hans konstnärskap i ett program av Sveriges Television. Lundmark var även politiskt aktiv och satt under ett antal år i Piteås kulturnämnd. Lundmark var sambo i 27 år med skådespelaren Sara Arnia, fram till sin död 2011.